# Schusspflaster (Vorderlader)

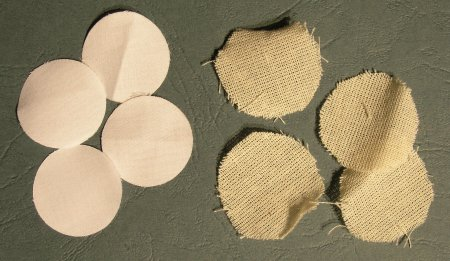
Moderne Schusspflaster

Schusspflaster oder Kugelpflaster (englisch Wadding) für Vorderlader sind kleine Baumwollstoffstücke, die beim Laden von Rundkugeln in Vorderladerwaffen verwendet werden, um einen möglichst gasdichten Abschluss in Läufen zu ermöglichen. Zuerst wird das Pulver in den Lauf eingebracht, dann das Schusspflaster auf die Mündung gelegt und dann wird dieses mit der Bleikugel in den Lauf gestopft. Das Schusspflaster sollte 1/100 bis 1/20 des Kalibers dick sein. An der Ausprägung der Abdrücke der Züge auf dem Schusspflaster nach dem Schuss kann man Rückschlüsse zur Qualität der Waffe und zum Zusammenspiel von Waffe, Geschoss, Ladung und Schusspflaster ziehen. Schusspflaster aus Leder oder Stoff wurden ab dem 16. Jahrhundert verwendet. Die zugehörigen Waffen wurden als Pflasterbüchsen bezeichnet. Um die Abdichtung zu verbessern, wurden die Schusspflaster oft eingefettet oder angefeuchtet, wodurch sich als positive Nebeneffekte die Reinigung und ein gewisser Korrosionsschutz des Laufes ergaben. 
Der Gebrauch von Schusspflastern für Vorderlader war zeitaufwändig und umständlich. Während mit Schusspflastern eine Waffe durchschnittlich zweimal pro Minute abgefeuert werden konnte, war dies mit den nachfolgenden Zündnadelgewehren bis zu siebenmal pro Minute möglich.
Eine andere bekannte Variante der Schusspflaster sind Aufkleber, mit denen Löcher in Schießscheiben abgedeckt werden.